# Lucina da Costa Gomez-Matheeuws
Lucina Elona da Costa Gomez-Matheeuws (* 5. April 1929; † 7. Januar 2017) war eine Politikerin der Niederländischen Antillen, die 1977 für kurze Zeit Premierministerin der Niederländischen Antillen war.

## Leben
Da Costa Gomez-Matheeuws war Mitglied der Nationalen Volkspartei NVP (Nationale Volkspartij) und war zwischen September 1969 und Juli 1970, von Juni 1971 bis Juli 1971 sowie zwischen September und Dezember 1973 Mitglied des Parlaments der Niederländischen Antillen. Daneben gehörte sie von Juni bis Juli 1971 dem Inselrat von Curaçao als Mitglied an.
Sie war zwischen 1970 und 1977 Ministerin für Gesundheit und Umwelt sowie von 1971 bis 1977 Ministerin für Wohlfahrt, Jugend, Sport und Freizeit. Daneben war sie zwischen 1971 und 1976 Vizepräsidentin der Nationalen Volkspartei.
Als Nachfolgerin von Juancho Evertsz wurde sie im August 1977 kurzzeitig Premierministerin der Niederländischen Antillen und wurde kurz darauf durch Leo Chance abgelöst. Zugleich fungierte sie als Ministerin für allgemeine Angelegenheiten und war als solche auch für Auswärtige Angelegenheiten und Verteidigung zuständig. Später gehörte sie dem Rat der Ratgeber (Raad van Advies) an.
Lucina da Costa Gomez-Matheeuws war mit dem 1966 verstorbenen Politiker Moises Frumencio da Costa Gomez, der als 1949 als Vorsitzender des Kollegiums der allgemeinen Verwaltung sowie zwischen 1951 und 1954 als Vorsitzender des Regierungsrates ebenfalls Regierungschef der Niederländischen Antillen war.